# Monty (kunstencentrum)
Monty, ook gekend als Kultuurfaktorij Monty, is een kunstencentrum, gelegen in de Antwerpse wijk Het Zuid. Monty vzw werd opgericht in 1985. Het kunstencentrum wordt gesubsidieerd door de Vlaamse overheid en stelt zich als doel podiumkunsten te presenteren, produceren en ontwikkelen. Het is een platform voor kleinschalige tot middelgrote producties, nationaal en internationaal.
Gezelschappen als de Roovers, tg STAN en maatschappij Discordia staan al sinds hun beginjaren op de scène van Monty. Ook voor talloze andere theatergroepen uit België en Nederland, zoals Wunderbaum, Lazarus, Abattoir Fermé, ’t Barre Land, Dood Paard, etc is Monty een vaste halte op de tournee.
Sinds 2016 treedt Monty op als producent en begeleider in de trajectontwikkeling van beginnende kunstenaars met het deskundigheidstraject van de Montignards. Een selectie van zes jonge makers legt een seizoenstraject af. Elke drie weken leveren ze een werkstuk af aan het publiek.
De grote theaterzaal heeft een maximum capaciteit van 215 zitplaatsen met een parterre en een balkon. Het Japans Paviljoen is een zaal en repetitieruimte die beschikt over een tribune met een capaciteit van 60 zitplaatsen.

## Geschiedenis
Het gebouw was in de jaren vijftig het parochiecentrum van de Sint-Michiel-en-Sint-Petruskerk. Het parochiecentrum werd omgevormd tot een bioscoop en in 1958 kreeg de zaal een grondige make-over van architect Rie Haan in het kader van de expo ’58. In 1973 sloot Georges Heylen een overeenkomst met de parochieraad om de zaal over te nemen als ‘Studio Monty’. Op 15 oktober 1976 heropenden Jan Jespers, Michel Apers en Michel Vandeghinste de Monty als een zaal voor de betere cinema. In 1982 sloot de cinema zijn deuren en verhuisde naar een locatie meer in het centrum, de huidige Cinema Cartoons.
In 1984 werd de lege bioscoopzaal overgenomen door vrijwilligers met artistieke plannen. In het seizoen 1987-1988 werd het theater erkend door de Vlaamse overheid en ontving de organisatie subsidies. Sinds het podiumkunstendecreet van 1993 is Monty een kunstencentrum.